# Kurt Gebhardt (Politiker, 1929)
Kurt Gebhardt (* 25. November 1929 in Oberröslau; † 5. August 1997 in Röslau) war ein deutscher Politiker (SPD).
Kurt Gebhardt, Sohn von Gretl Gebhardt, geborene Zauß, und des Schlossers Max Gebhardt, besuchte von 1935 bis 1944 die Volksschule in Oberröslau und war Lehrling an der Technischen Vorschule der Luftwaffe in Suhl. Nach seinem Fronteinsatz (1944 bis 1945) im Zweiten Weltkrieg und der Entlassung aus der Kriegsgefangenschaft begann er 1946 in Röslau eine Lehre als Elektroinstallateur, die er mit dem Gesellenbrief 1949 abschloss. Danach war er ab 1950 Freileitungsmonteur und bis 1966 Installateur bei der Bayerischen Elektricitäts-Lieferungsgesellschaft Bayreuth, Bezirksstelle Röslau.
Im März 1966 wurde Gebhardt ehrenamtlicher Erster Bürgermeister der neugebildeten Gemeinde Röslau in Oberfranken, nachdem er zuvor zehn Jahre lang Mitglied im Gemeinderat von Oberröslau gewesen war. Ferner war er ab 1966 auch Mitglied im Kreistag Wunsiedel im Fichtelgebirge. Zu seinen Parteiämter gehörte auch der Vorsitz des Kreisverbandes Fichtelgebirge. Von 1978 bis 1986 war er Mitglied des Bayerischen Landtags.
Kurt Gebhardt war mit Renate Gebhardt, geborene Hollering, aus Wunsiedel verheiratet und hatte drei Kinder.